# Wi-Fi Protected Setup

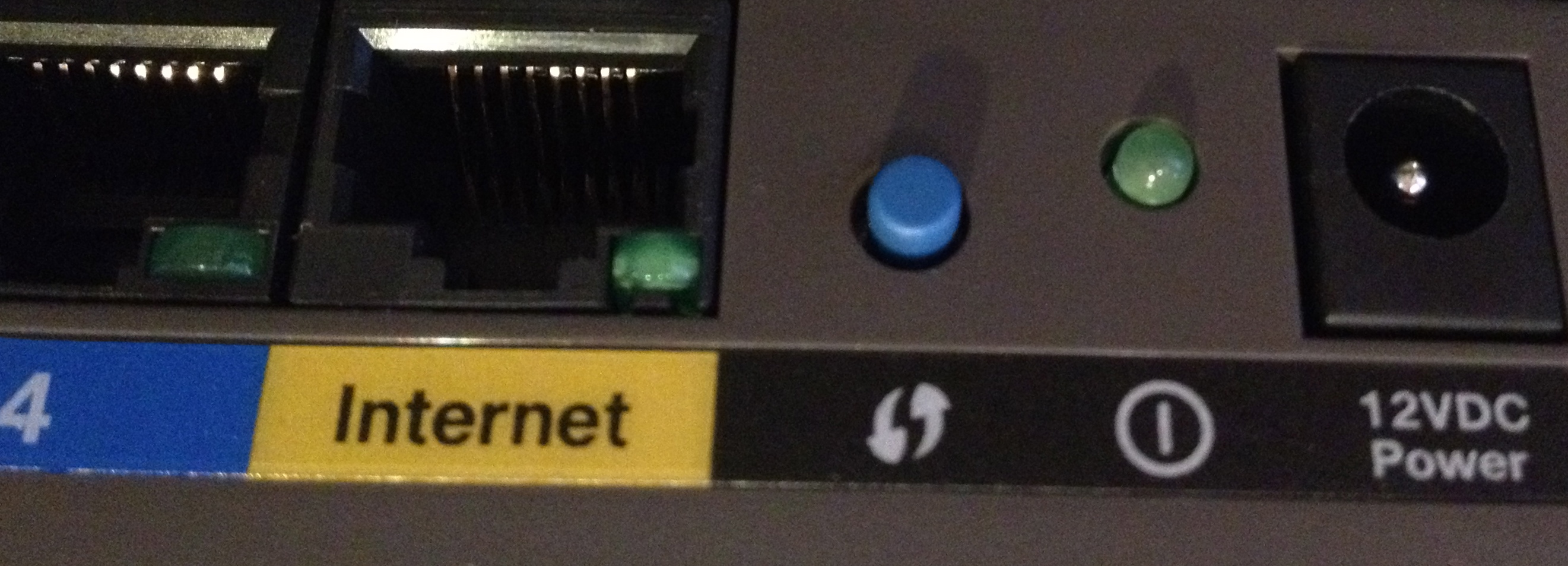
O botão WPS (centro, azul) em um roteador sem fio

Wi-Fi Protected Setup (WPS; originalmente Wi-Fi Simple Config) é um padrão de segurança de rede que permite que os usuários mantenham facilmente uma rede sem fio doméstica segura. A partir de 2014 algumas redes que usam este padrão poderiam cair nos ataques de força bruta se um ou mais pontos de acesso da rede não se protegessem contra o ataque.
Criado pela Wi-Fi Alliance e introduzido em 2006, a meta do protocolo é permitir a usuários domésticos que saibam pouco de segurança em rede sem fio e possam intimidar-se pelas opções de segurança disponíveis, configurar o WPA, bem como tornar mais fácil de adicionar novos dispositivos a uma rede existente sem digitar longas frases secretas. Antes do padrão, várias soluções de computação foram desenvolvidas por vendedores diferentes para endereçar a mesma necessidade.
Uma grande falha de segurança foi revelada em dezembro de 2011, que afeta roteadores sem fio com característica de WPS PIN, que a maioria dos modelos recentes tem habilitado por padrão. A falha permite que um atacante remoto recupere o WPS PIN em algumas horas com um ataque de força bruta e, com o WPS PIN, a chave pré-compartilhada WPA/WPA2 da rede. Usuários têm sido estimulados a desligar a característica WPS PIN, embora isto possa não ser possível em alguns modelos de roteadores.
Em 2018 o WPS foi retirado de alguns Softwares por ser considerado uma proteção quebrável e insegura.